# Đội tuyển bóng đá bãi biển quốc gia Syria
Đội tuyển bóng đá bãi biển quốc gia Syria đại diện Syria ở các giải thi đấu bóng đá bãi biển quốc tế và được điều hành bởi Hiệp hội bóng đá Syria, cơ quan quản lý bóng đá ở Syria..

## Đội hình hiện tại
Đội hình sau đây thi đấu tại Đại hội thể thao bãi biển châu Á 2010 vào tháng 12 năm 2010. Một số cầu thủ tham dự Vòng loại giải voo địch thế giới 2011.
Chính xác tính đến tháng 12 năm 2010
Ghi chú: Quốc kỳ chỉ đội tuyển quốc gia được xác định rõ trong điều lệ tư cách FIFA. Các cầu thủ có thể giữ hơn một quốc tịch ngoài FIFA.
| Số | VT | Quốc gia | Cầu thủ        |
| -- | -- | -------- | -------------- |
| —  |    |          | Rajub Ahmad    |
| —  |    |          | Omar Akil      |
| —  |    |          | Ali Sbihe      |
| —  |    |          | Mged Chlmoum   |
| —  |    |          | Ahmad Karakash |

| Số | VT | Quốc gia | Cầu thủ         |
| -- | -- | -------- | --------------- |
| —  |    |          | Ali Sleman      |
| —  |    |          | Omar Al Najjar  |
| —  |    |          | Hussam Kbaili   |
| —  |    |          | Eyad Al Shehabi |
| —  |    |          | Alsaid Biazid   |

## Thành tích
- Thành tích tốt nhất tại Vòng loại giải vô địch bóng đá bãi biển thế giới khu vực châu Á: Eighth place
  - 2011
- Thành tích tốt nhất tại Đại hội thể thao bãi biển châu Á: Hạng sáu
  - 2010